# Anastasiya Arjipovskaya
Anastasiya Arjipovskaya –en ruso, Анастасия Архиповская– (19 de diciembre de 1998) es una deportista rusa que compite en natación sincronizada.
Ganó tres medallas de oro en el Campeonato Mundial de Natación de 2019, y dos medallas de oro en el Campeonato Europeo de Natación de 2018. En los Juegos Europeos de Bakú 2015 consiguió una medalla de oro.

## Palmarés internacional
| Campeonato Mundial | Campeonato Mundial      | Campeonato Mundial | Campeonato Mundial |
| Año                | Lugar                   | Medalla            | Prueba             |
| ------------------ | ----------------------- | ------------------ | ------------------ |
| 2019               | Gwangju (Corea del Sur) | Medalla de oro     | Equipo técnico     |
| 2019               | Gwangju (Corea del Sur) | Medalla de oro     | Equipo libre       |
| 2019               | Gwangju (Corea del Sur) | Medalla de oro     | Combinación libre  |
| Juegos Europeos    |                         |                    |                    |
| Año                | Lugar                   | Medalla            | Prueba             |
| 2015               | Bakú (Azerbaiyán)       | Medalla de oro     | Combinación libre  |
| Campeonato Europeo |                         |                    |                    |
| Año                | Lugar                   | Medalla            | Prueba             |
| 2018               | Glasgow (Reino Unido)   | Medalla de oro     | Equipo técnico     |
| 2018               | Glasgow (Reino Unido)   | Medalla de oro     | Equipo libre       |